# Pescasseroli
Pescasseroli é uma comuna italiana da região dos Abruzos, província de Áquila, com cerca de 2 124 habitantes. Estende-se por uma área de 92 km², tendo uma densidade populacional de 23 hab/km². Faz fronteira com Alvito (FR), Bisegna, Campoli Appennino (FR), Gioia dei Marsi, Lecce nei Marsi, Opi, San Donato Val di Comino (FR), Scanno, Villavallelonga.

## Demografia
| Variação demográfica do município entre 1861 e 2011                               |
|                                                                                   |
| Fonte: Istituto Nazionale di Statistica (ISTAT) - Elaboração gráfica da Wikipedia |